# 時田隆仁
時田 隆仁（ときた たかひと、1962年（昭和37年）9月2日 - ）は、日本のシステムエンジニア、実業家。富士通代表取締役社長、日本経団連審議員会副議長。

## 略歴
東京都出身。駒場東邦高等学校卒業後、1988年東京工業大学工学部金属工学科卒業。大学では銅の粒界エネルギーの測定を研究し、卒業後は森勉教授に言われ、富士通に入社した。入社後は研究所への推薦を断り、営業を希望したが、結局一貫してシステムインテグレーション部門に所属し、システムエンジニア等として金融関係のプロジェクトを多く担当した。
2014年には金融システム事業本部長に就任。2015年執行役員グローバルサービスインテグレーション部門金融システム事業本部長兼セーフティソリューション事業本部担当。
2017年からはロンドンに赴任し、執行役員グローバルデリバリーグループ副グループ長として、事業のグローバル化にあたった。2019年執行役員常務グローバルデリバリーグループ長。同年から代表取締役社長。2021年日本経済団体連合会審議員会副議長。同年技術経営・イノベーション賞経済産業大臣賞。
2020年10月1日に東京証券取引所でシステム障害が発生し、全銘柄の取引が終日停止されたことについて時田は「障害の原因となった機器の納入、システムを構築した企業のトップとして、多くの皆様に多大なるご迷惑をおかけしたことを心よりおわびする」と謝罪した。
2023年5月24日、富士通の子会社はマイナンバーカードのコンビニ証明書交付サービスを運用しているが、トラブルが相次ぎ時田は「お客様をはじめ関係者の皆様に多大なるご心配とご迷惑をおかけし、深くおわび申し上げます」と謝罪した。
2024年1月、富士通の子会社がイギリスの郵便事業会社「ポスト・オフィス・リミテッド」に納入した会計システム「Horizon」の欠陥により、700人以上の郵便局員が横領などの罪で訴追されたことなどが報じられ、問題となった。これを受けて、時田は同月16日に世界経済フォーラム（WEF）年次総会出席のために訪問したスイス・ダボスでの英国放送協会（BBC）とのインタビューにおいて、「郵便局長らとその家族の人生に壊滅的な影響を与えたことをおわびする」と謝罪した。